# Conatus
Conatus (av latinet: ansträngning; bemödande; impuls, benägenhet, tendens; bedrivande; strävan) är en term som användes i tidiga psykologiska och metafysiska teorier för att beteckna en inneboende benägenhet hos ett ting att fortsätta existera och i någon mening utöka sig själv. Detta ”ting” kan vara medvetande eller materia, men även en kombination av båda. Genom årtusendena har många olika definitioner och behandlingar formulerats av filosofer. De viktigaste av dessa innefattar 1600-talsfilosoferna René Descartes, Baruch Spinoza och Gottfried Leibniz, tillsammans med den samtida empiristen Thomas Hobbes.  Conatus kan syfta på den instinktiva ”viljan att leva” hos djur eller på diverse metafysiska teorier om rörelser och tröghet. Begreppet kopplas ofta samman med Guds vilja i en panteistisk syn på naturen. Begreppet kan delas upp i separata definitioner för medvetandet och kroppen, eller till och med särskiljas i fråga om centrifugalkraft eller tröghet.
Termens historia präglas av en rad subtila vändningar gällande mening och klarlägganden, utvecklad under loppet av två och ett halvt millennium. Efter att den formulerades i det antika Grekland satte efterföljande filosofer som upptog termen sin egen personliga prägel på begreppet och utvecklade var och en termen olikt så att den nu inte har någon konkret och allmänt accepterad definition. De tidigaste författarna som diskuterade conatus skrev huvudsakligen på latin, och använde den därför inte bara som en teknisk term utan som ett vanligt ord och i en allmän bemärkelse. Conatus är, naturligtvis, mer än bara en latinsk particip. I äldre texter är den tekniska användningen svår att särskilja från den mer vanliga, och de är också svåra att skilja på i översättningar. Idag används conatus sällan i den tekniska bemärkelsen, eftersom modern fysik använder begrepp som tröghet och bevarande av rörelsemängd som har ersatt det. Det har likväl utövat ett betydande inflytande på 1800- och 1900-talstänkare som Arthur Schopenhauer, Friedrich Nietzsche och Louis Dumont.

## Antiken

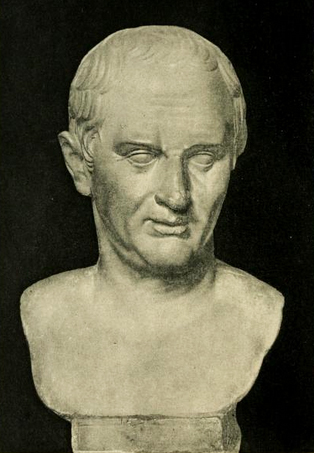
Marcus Tullius Cicero.

Latinets conatus kommer från verbet conari, som kan översättas till svenska som ”att sträva”; men begreppet utvecklades först av stoikerna (333–264 f.Kr.) och peripatetikerna (cirka 335 f.Kr.). De här grupperna använde ordet ὁρμήν (hormê, översatt till latin med impetus) för att beskriva själens rörelse mot ett objekt, och från vilken en fysisk handling resulterar. Klassiska tänkare, som Marcus Tullius Cicero (106–43 f.Kr.) och Diogenes Laertios (omkring 235 e.Kr.), utvidgade den här principen till att innefatta en motvilja till förstörelse, men fortsatte att begränsa dess användning till motivationen hos icke-mänskliga djur. Till exempel förnekade Diogenes Laertios uttryckligen användningen av termen om växter. 
Aristoteles, sedan Cicero och Laertios tänkte sig var och en en koppling mellan conatus och andra sinnesrörelser. Ur deras synvinkel medför den tidigare de senare. De hävdade att det inte var så att människor vill göra någonting eftersom de ser det som ”gott”, utan att de snarare ser det som ”gott” eftersom de vill göra det. Med andra ord, orsaken till begär hos människor är den naturliga tendensen hos en kropp att öka sin grad av existens i enlighet med principerna för conatus.

## Medeltiden
Före renässansen uttryckte Thomas av Aquino (cirka 1225–1274), Duns Scotus (cirka 1266–1308) och Dante Alighieri (1265–1321) liknande tankar som Diogenes kring motivationen enbart hos icke-mänskliga djur genom att använda de latinska orden vult, velle eller appetit som synonymer till conatus; alla fyra termer kan faktiskt användas för att översätta det ursprungliga grekiska ὁρμήν.
Det finns traditionellt en koppling mellan conatus och rörelse. Thomas av Aquino och Judah Leon Abravanel (1265–1321) relaterade båda begreppet direkt till det som Augustinus (354–430) såg som de ”naturliga rörelserna uppåt och nedåt eller med sitt varande balanserat i en mellanliggande position” beskrivet i hans De Civitate Dei, (cirka 520). De kallade den här kraften som får föremål att stiga eller falla amor naturalis (naturlig kärlek).
På 500-talet kritiserade John Philoponus (cirka 490–cirka 570) Aristoteles syn på rörelse genom att notera den bristande överensstämmelsen mellan Aristoteles diskussion om projektiler, där mediet eter håller projektiler i rörelse, och hans diskussion om tomrummet, där det inte finns något sådant medium och en kropps rörelse skulle vara omöjlig. Philoponus hävdade att rörelse inte uppehölls av ett omgivande mediums verkan, utan av någon egenskap, eller conatus, inpräglad i föremålet när det sattes i rörelse. Detta var inte det moderna tröghetsbegreppet, eftersom det fortfarande fanns ett teoretiskt behov av en inneboende kraft för att hålla en kropp i rörelse. Den här synen motsatte sig Averroës och många skolastiska filosofer, som stödde Aristoteles, starkt. Den aristoteliska synen bestreds också i den muslimska världen. Till exempel verkar Ibn al-Haitham ha stött Philoponus åsikter.
Senare motsatte sig Jean Buridan (1300–1358) uppfattningen att den här rörelsealstrande egenskapen, som han kallade impetus (rörelseenergi), skingrades spontant. Buridans åsikt var att ett föremål i rörelse skulle hejdas av luftmotståndet och tyngden av den kropp som skulle motarbeta dess impetus. Han hävdade också att impetus ökade med hastigheten; sålunda liknade den idé om impetus som han utgick från på många sätt det moderna rörelsemängdbegreppet. Trots de uppenbara likheterna med mer moderna idéer om tröghet, såg Buridan bara sin teori som en modifikation av Aristoteles grundläggande filosofi och hävdade många andra peripatetiska uppfattningar, innefattande tron på att det fortfarande var en grundläggande skillnad mellan ett föremål i rörelse och ett föremål i vila. Buridan ansåg även att impetus kunde vara, inte bara linjär, utan även cirkulär i naturen, orsakande föremål som himlakroppar att röra sig i en cirkel.

## Descartes

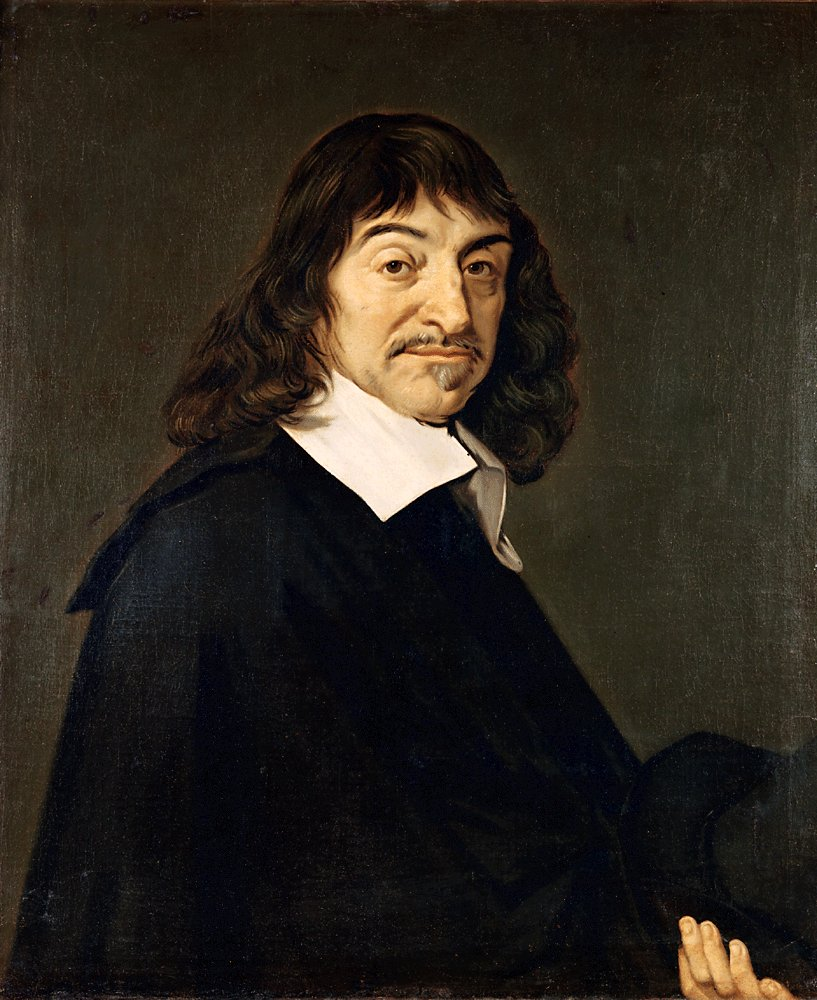
René Descartes.

Under 1600-talets första hälft började René Descartes (1596–1650) utveckla ett mer modernt, materialistiskt conatusbegrepp, beskrivande den som ”en aktiv kraft eller tendens hos kroppar att röra sig, uttryckande Guds kraft.” Emedan man under antiken hade använt termen i ett strikt antropomorfistiskt avseende liknande frivilligt ”bemödande” eller ”kämpande” för att uppnå vissa mål, och medeltida skolastiska filosofer har utvecklat en uppfattning om conatus som en mystisk inneboende egenskap i ting, använder Descartes termen i en något mer mekanistisk bemärkelse. Mer specifikt är rörelse och tillstånd med varandra uppvägande krafter för Descartes, i motsats till för Buridan, två förhållanden av samma sak, inte olika saker. Även om det råder mycket tvetydighet i Descartes föreställning om conatus, kan man här se begynnelsestadiet på ett bortvändande från att tillräkna åstundan och intention till naturen och dess funktionssätt mot en mer vetenskaplig och modern uppfattning.
Descartes avvisar den teleologiska, eller ändamålsstyrda, syn på den materiella världen som var förhärskande i väst sedan Aristoteles tid. Medvetandet ses inte av Descartes som en del av den materiella världen, och sålunda inte varande föremål för de strikt mekaniska naturlagarna. Rörelse och vila, å andra sidan, är egenskaper hos materiens växelverkan enligt evigt fastställda mekaniska lagar. Gud sätter bara alltihop i rörelse i början, och ingriper senare inte förutom för att upprätthålla de dynamiska regelbundenheterna hos kroppars mekaniska beteende. Sålunda finns det inte någon egentlig teleologi i kroppars rörelser eftersom alltihop reduceras till de lagbundna kollisionerna och deras oupphörliga omgestaltning. Conatus är bara kroppars tendens att röra sig när de kolliderar med varandra. Gud kan tänkas sätta den här verksamheten i rörelse, men därefter kan ingen ny rörelse eller vila skapas eller omintetgöras.
Descartes specificerar två slag av conatus: conatus a centro och conatus recedendi. Conatus a centro (tendens mot mitten) används av Descartes som en gravitationsteori; conatus recendendi (tendens bort från mitten) betecknar centrifugalkraft. De här tendenserna ska inte betraktas uttryckta som besjälade benägenheter och avsikter, inte heller som föremåls immanenta egenskaper eller ”krafter”, utan snarare som ett enande, yttre kännetecken för det fysiska universumet självt som Gud har skänkt.
Descartes för i utvecklandet av sin första naturlag också fram idén om en conatus se movendi (självbevarandets conatus). Den här lagen är en generalisering av tröghetsprincipen, som Galileo tidigare utvecklade och experimentellt demonstrerade. Principen formaliserades av Isaac Newton och gjordes till den först av hans tre rörelselagar femtio år efter Descartes död. Descartes version anger: ”Varje föremål, i den mån som det i det ligger, hålls alltid kvar i samma tillstånd, och fortsätter, när en gång försatt i rörelse, alltid att röra sig.”

## Hobbes

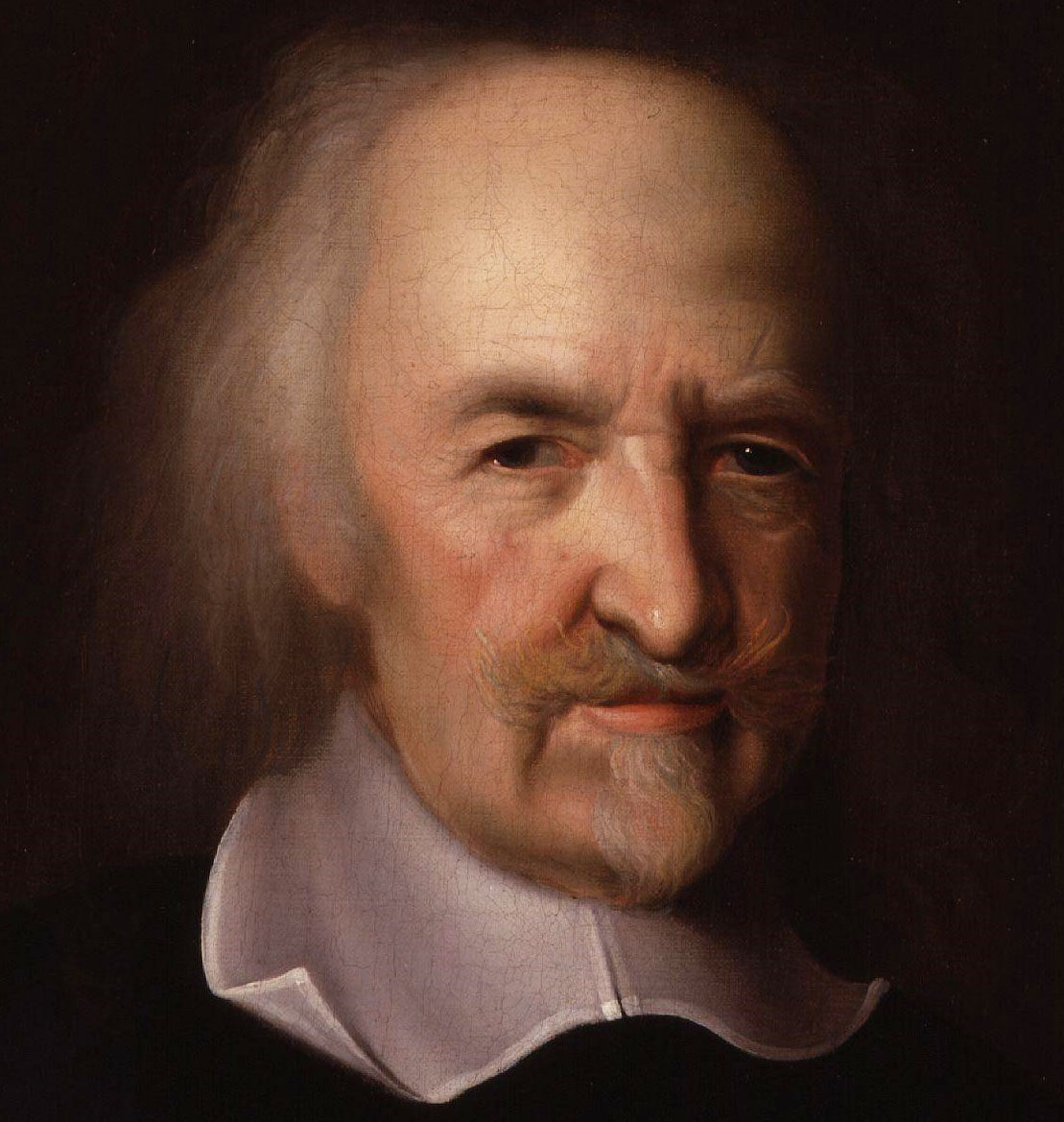
Thomas Hobbes.

### Conatus och psyket
Thomas Hobbes (1588–1679) avfärdade också de tidigare uppfattningarna om conatusprincipen. Han kritiserade emellertid de tidigare definitionerna för att misslyckas med att förklara ursprunget till rörelse. Att förklara detta var det huvudsakliga fokuset för Hobbes arbete på området. Hobbes ”reducerar alla medvetandets kognitiva funktioner till variationer av dess conatusfunktioner”.
Därutöver hävdar Hobbes att känslan är början på rörelse och viljan som summan av alla känslor. Denna ”vilja” utgör en kropps conatus, och dess fysiska manifestation är den uppfattade ”viljan att överleva”. Hobbes säger att levande varelser ”söker fred och bekämpar vad som helst som hotar denna fred” för att kunna åtnjuta framgång i livet. Hobbes likställer också denna conatus med ”fantasi”, och hävdar att en förändring i conatus, eller viljan, är resultatet av ”moget övervägande”.

### Conatus och fysik
| ” | Jag definierar [conatus] som varande rörelse gjord inom mindre rymd och tid än som kan vara givet; det vill säga, mindre än vad som kan avgöras eller anvisas av redogörelse eller tal; det vill säga, rörelse gjord genom längden av en punkt, och i ett ögonblick eller tidpunkt. | „ |

Som i hans psykologiska teori är Hobbes fysiska conatus en oändligt liten rörelseenhet. Det är rörelsens början: en böjelse i en angiven riktning. Begreppet impetus, som det används av Hobbes, definieras i termer av denna fysiska conatus.  Den är ”ett mått på conatus utövad av en kropp i rörelse över tidens lopp”. Motstånd orsakas av en motsatt conatus; kraft är den här rörelsen plus ”kroppens storlek”. Hobbes använder också ordet conatus för att avse de ”återställande krafter” som kan få fjädrar, till exempel, att dra ihop sig eller utvidgas. Hobbes hävdar att det finns någon, i dessa föremål inneboende, kraft som får dem att återvända till sitt tidigare tillstånd. Idag tillskriver vetenskapen materiell elasticitet det här fenomenet.

## Spinoza

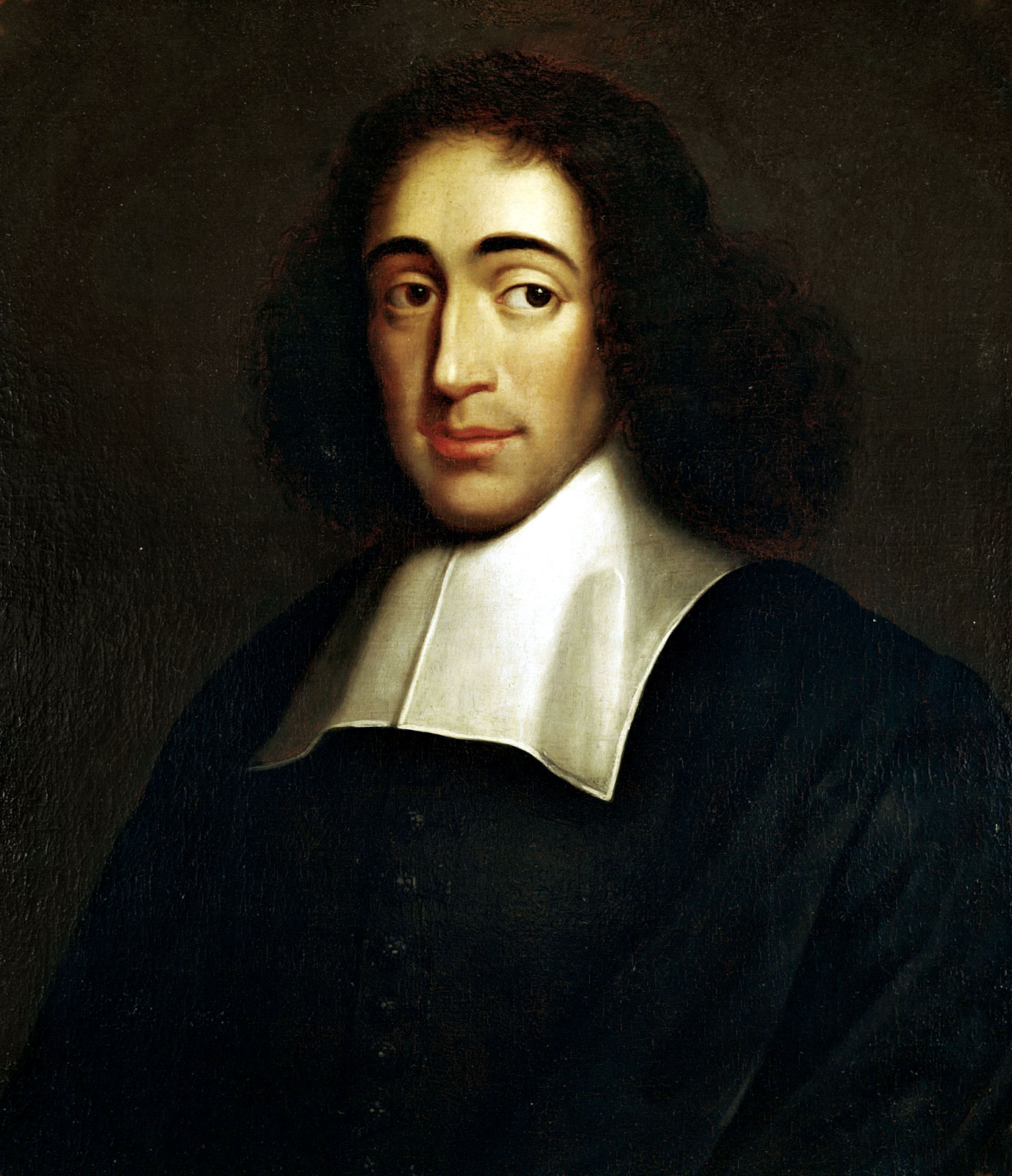
Baruch Spinoza (Benedictus de Spinoza).

Baruch Spinoza (1632–1677) tillämpar idén om en conatus på den mänskliga kroppen, det mänskliga psyket och båda på samma gång, användande en skild term för var och en. När han avser psykologiska uttryck för begreppet använder han termen voluntas (vilja). När han avser det övergripande begreppet använder han ordet appetitus (aptit). När han avser den kroppsliga impulsen använder han den vanliga termen conatus. Ibland utvidgar han termen och använder hela uttrycket, conatus sese conservandi (strävandet efter självbevarande).
Spinoza hävdar existensen av den här allmänna principen för en conatus då han försöker förklara den ”självklara” sanningen att ”inget kan förstöras undantagandes av en yttre orsak”. För honom är det självklart att ”definitionen av någonting affirmerar, och negerar inte, sakens essens.” Detta motstånd mot självförstörelse formuleras av Spinoza uttryckt i en mänsklig strävan att fortsätta existera; och conatus är det ord han oftast använder för att beskriva den här kraften.
I Spinozas världsbild är den här principen tillämpbar på alla föremål, och utgör därutöver den verkligt utmärkande essensen för ting, innefattande människans medvetande och moraliska principer, för dessa är inte annat än ändliga former av Gud. Conatus är, vilket han påstår i Etiken (1677), av ”obestämd tid”; den varar så länge som föremålet gör. Spinoza använder conatus för att beskriva en benägenhet hos ting att öka i styrka; snarare än att bara fortsätta att existera statiskt, måste alla varelser sträva mot perfektion. Vidare handlar alla existerande ting om och endast om sådant handlande upprätthåller deras existens eller får denna att tillta. Spinoza använder också termen conatus för att avse elementära tröghetsbegrepp, liksom Descartes hade gjort tidigare. Eftersom ett föremål inte kan förstöras utan yttre krafters verkan, existerar också rörelse och vila för obestämd tid tills de störs.

### Psykologisk manifestation
Conatusbegreppet, som det används i Spinozas psykologifilosofi, är härlett från både antika och medeltida källor. Spinoza omformulerar principer som stoikerna, Cicero, Laertios, och speciellt Hobbes och Descartes utvecklade. En betydelsefull skillnad som han gör mot Hobbes teori är hans uppfattning att conatus ad motum, (conatus till rörelse), inte är mental, utan materiell.
Spinoza, med sin determinism, tror att människan och naturen måste enas under en konsistent uppsättning lagar: Gud och naturen är ett, och det finns ingen fri vilja. Tvärtemot flertalet av sin tids filosofer och i enlighet med många nutida, avfärdar Spinoza det dualistiska antagandet att medvetandet, intentionalitet, etik och frihet ska behandlas som ting åtskiljda från den naturliga världen av fysiska föremål och företeelser.  Hans mål är att ge en förenhetligad förklaring till alla dessa saker inom en naturalistisk ram, och hans uppfattning om conatus är central för det här projektet. Till exempel är ett handlande ”fritt” för Spinoza, bara om det uppkommer ur essensen och conatus av en enhet. Det kan inte finnas någon absolut, ovillkorlig frihet för viljan, eftersom alla händelser i den naturliga världen, inklusive mänskliga handlingar och val, är determinerade i enlighet med universums naturlagar, vilka är ofrånkomliga. Likväl kan en handling fortfarande vara fri i det avseendet att den inte är tvungen eller på annat sätt föremål för yttre krafters påverkan.
Människor är sålunda en integrerad del av naturen. Spinoza förklarar sådant mänskligt beteende vilket till synes är avvikande som verkligt ”naturligt” och rationellt och motiverat av den här principen för conatus. Samtidigt ersätter han föreställningen om fri vilja med conatus, en princip som kan tillämpas på hela naturen och inte bara människan.

#### Känslor och sinnesrörelser
Spinozas syn på förhållandet mellan conatus och de mänskliga sinnesrörelserna är oklar. Firmin DeBrabander, lektor i filosofi på Maryland Institute College of Art, och Antonio Damasio, professor i neurovetenskap på University of Southern California, hävdar båda att de mänskliga sinnesrörelserna uppstår ur conatus och den ständiga driften med perfektion som mål. Spinoza hävdar faktiskt i sin Etiken att lycka specifikt ”består i den mänskliga förmågan att bevara sig själv.” Denna ”strävan” karaktäriseras också av Spinoza som ”dygdens grund”. Omvänt blir en person sorgsen av vad som helst som vänder sig emot hans eller hennes conatus.
Den framlidne David Bidney (1908–1987), professor vid Yale University, är av annan åsikt. Bidney associerar ”begär”, en primär sinnesrörelse, nära med conatusprincipen hos Spinoza. Den här synen stöds av Scholiumet i IIIP9 i Etiken vilket anger, att ”Mellan aptit och begär finns ingen skillnad, förutom att begär i allmänhet hör samman med människor i den mån som de är medvetna om aptiten. Så begär kan definieras som aptit tillsammans med medvetenhet om aptiten.” Enligt Bidney kontrolleras det här begäret av de andra sinnesrörelserna, njutning och smärta, och således strävar conatus mot det som framkallar glädje och undviker det som åstadkommer smärta. Arthur Schopenhauer (1788–1860) är ense med Bidney om tolkningen, men uppger i Världen som vilja och föreställning (1819) att han inte är av samma mening som Spinoza eftersom ”i enlighet med hela min grundläggande ståndpunkt är allt detta en omvändning av det sanna förhållandet. Viljan är först och ursprunglig; kunskap läggs bara till den som ett medel tillhörande viljans fenomen.”

### Motargument
Trots Spinozas omfattande argument för existensen av en allmän conatusprincip har många argument mot den formulerats. Martin Lin, professor vid University of Toronto, pekar på tända ljus, tidsinställda bomber och självmordsbenägna personer som motexempel till spinozaisk conatus. Några mot-motexempel kan vara iakttagelserna att tända ljus inte tänder sig själva, eller att ”Tongleys skulptur eller en tidsinställd bomb innefattar delar vilka aldrig lyckas utgöra autentiskt förenade helheter.”

## Leibniz
| ” | [Conatus] är för rörelse som en punkt är för rymden, eller som ett för evigheten, för det är början och slutet på rörelse | „ |

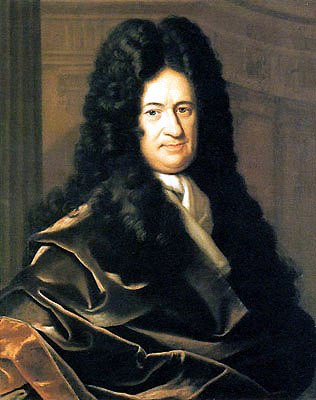
Gottfried Wilhelm von Leibniz.

Gottfried Leibniz (1646–1716) studerade för Erhard Weigel (1625–1699) och lärde sig om conatus från honom och från Hobbes, även om Weigel använde ordet tendentia (tendens). Specifikt använder Leibniz ordet conatus i sin Framställning och försvar av det nya systemet (1695) för att beskriva ett begrepp liknande det Hobbes använde, men han skiljer på kroppens respektive själens conatus, av vilka den första bara kan färdas i en rät linje av egen kraft, och den senare kan ”komma ihåg” mer komplicerade rörelser.
För Leibniz får rörelsens problem sin lösning av Zenons paradox. Eftersom rörelse är kontinuerlig, måste rymden vara delbar i oändlighet. För att någonting ska börja röra sig över huvud taget måste det finnas någon medvetandeliknande, voluntaristisk egenskap eller kraft inneboende i universums grundläggande beståndsdelar som framdriver dem. Denna conatus är en sorts ögonblicklig eller ”egentlig” rörelse som alla ting besitter, även när de är statiska. Rörelse är samtidigt bara summan av alla conati som ett föremål har, jämte föremåls olika växelverkan. Conatus är för rörelse vad en punkt är för rymden. Problemet med denna uppfattning är att ett föremål som kolliderar med ett annat inte skulle kunna studsa tillbaka om den enda involverade kraften var conatus. Därför tvingades Leibniz postulera existensen av en eter som fick föremål att röra sig och tog i beaktande fjädrande kollisioner. Liebniz idé om en medvetandeliknande minneslös egenskap hos conatus, tillsammans med hans förnekande av atomer, ledde slutligen till hans monadteori.
Leibniz använder också sitt begrepp om en conatus då han utvecklar principerna för integralkalkylen, tillämpandes termens betydelse, i det här fallet, för att beteckna en matematisk motsvarighet till Newtons pådrivande ”kraft”. Genom att beräkna summan av en oändlig mängd sådana conatus (det vill säga det som nu kallas integration), kunde Leibniz mäta effekten av en kontinuerlig kraft. Han definierar impetus som resultatet av en kontinuerlig summaberäkning av en kropps conatus, precis som vis viva (levande kraft) är summan av den overksamma vis mortua.
Baserat på Johannes Keplers och troligen Descartes arbeten utvecklar Leibniz en modell för planetrörelser grundad på conatusprincipen, idén om eter och en flytande virvelrörelse. Den här teorin framläggs i verket Tentamen de motuum coelestium causis (1689). Enligt Leibniz kan Keplers analys av elliptiska omloppsbanor i en cirkulär och en radial komponent förklaras av en ”harmonisk virvel” för den cirkulära rörelsen kombinerad med en centrifugalkraft och gravitation, av vilka båda är exempel på conatus, för att förklara den radiala rörelsen. Leibniz definierar senare termen monadisk conatus, som ”förändringstillståndet” genom vilket hans monader ständigt upphöjs.

## Besläktade användningar och termer

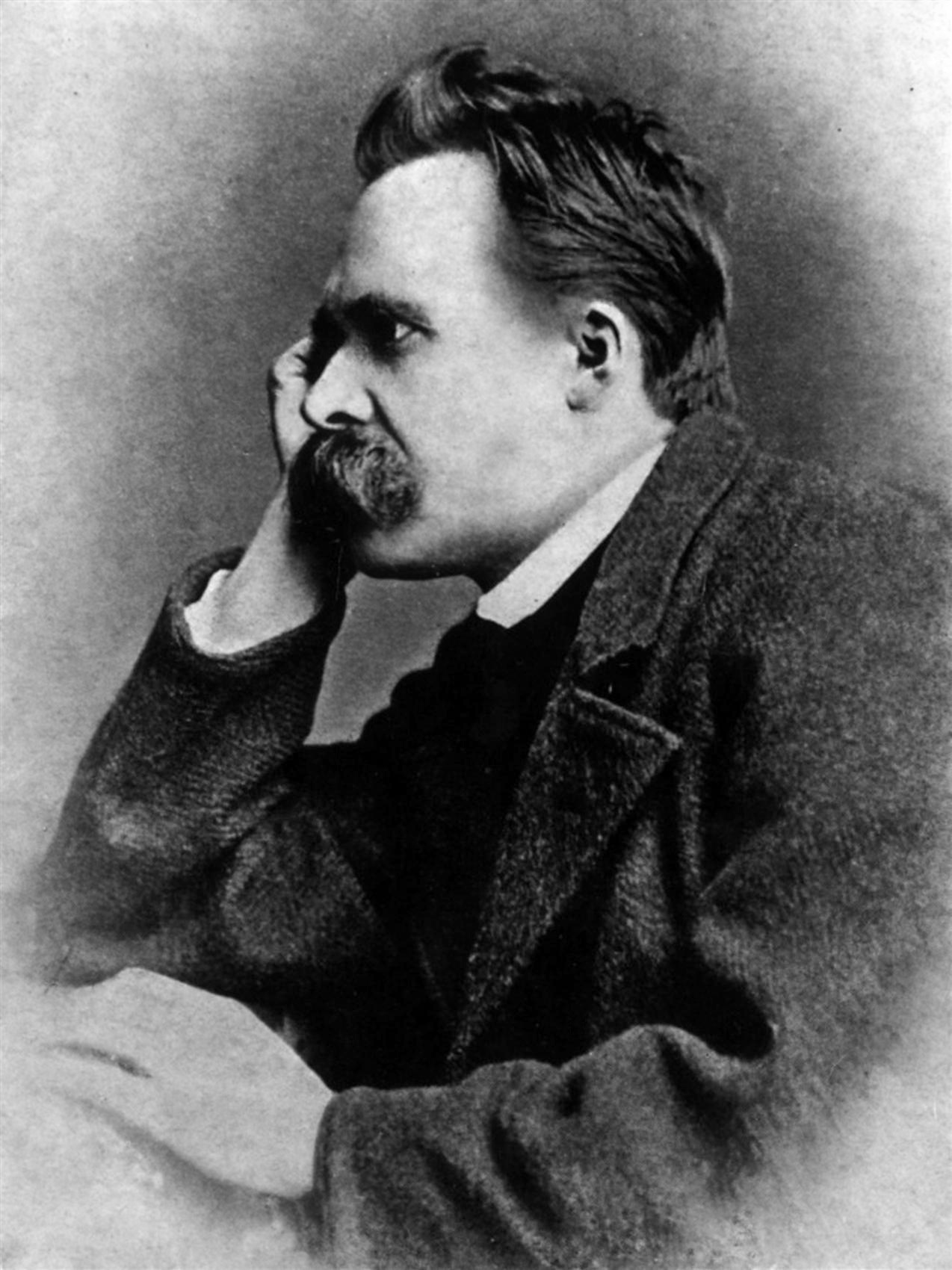
Friedrich Nietzsche.

Ett flertal andra bruk av termen conatus, förutom de huvudsakliga som nämns ovan, har formulerats av diverse filosofer under århundradena. Det finns också några viktiga besläktade termer och begrepp som, mer eller mindre, har liknande betydelser och användningar. Omkring år 1700 utvidgade Telesius och Tommaso Campanella de antika grekiska föreställningarna om conatus och tillämpade dem på alla objekt, levande och icke-levande. Giambattista Vico (1668–1744) definierade conatus som det mänskliga samhällets essens, och också, i en mer traditionell, hylozoistisk bemärkelse, som den frambringande rörelsekraft som genomsyrar hela naturen. Nästan ett sekel efter den moderna vetenskapens begynnelse förkastar Vico, inspirerad av nyplatonism, tydligt tröghetsprincipen och den nya fysikens rörelselagar. För honom var naturen uppbyggd varken av atomer, som enligt den dominerande åsikten, eller av utsträckning, som hos Descartes, utan av ”metafysiska punkter” livgivna av en conatusprincip utlöst av Gud.
Arthur Schopenhauer (1788–1860) utvecklade en filosofi som, på samma gång som den inte nödvändigtvis är härledd från Spinoza, icke desto mindre innehåller en princip anmärkningsvärt likartad den för Spinozas conatus. Den här principen, Wille zum Leben (vilja att leva), beskrev en specifik företeelse hos en organisms självbevarande instinkt. Schopenhauer modifierade emellertid det här, genom att framkasta att ”viljan att leva” inte har begränsad varaktighet. Istället är det så att ”viljan vill fullständigt och i all tid”, över generationer. Friedrich Nietzsche (1844–1900), en tidig lärjunge till Schopenhauer, utvecklade en något annorlunda princip som framkommer ur avvisandet av Schopenhauers ”vilja att leva” och andra uppfattningar om självbevarelse. Han kallade sin variant Wille zur Macht (viljan till makt). Nietzsche förnekade Spinozas conatusprincip, påstående att om den vore sann, skulle den efter vad som uppgivits föredra ett stillastående universum. Han ansåg att ”motsatsen är sann”; varje organism strävar till att inte bara framhärda, utan även till att ”bli mer” än den är och göra sin kreativa styrka gällande.
Sigmund Freud (1856–1939) förlitade sig till mycket stor del på Spinozas formulering av conatusprincipen som ett själbevarelsesystem, även om han aldrig direkt refererade till honom i något av sina publicerade verk. Vid omkring samma tid utvecklade Henri Bergson (1859–1941) principen om élan vital (livsimpulsen) som ansågs bistå i organismer evolution. Det här begreppet, vilket innebär en fundamental drivande kraft bakom allt liv, påminner om Spinozas och andras conatusprincip.
Kulturantropologen Louis Dumont (1911–1988) beskrev en kulturell conatus direkt byggd på Spinozas betydelsefulla definition i IIIP3 i hans Etiken. Principen bakom det här avledda begreppet anför att vilken given kultur som helst ”tenderar att framhärda i sitt varande, antingen genom att dominera andra kulturer eller genom att kämpa mot deras dominans.”

## Modern betydelse

### Fysik
Efter tillkomsten av den newtonska fysiken övertogs till stor del föreställningen om en conatus för alla fysiska kroppar av tröghetsprincipen och bevarande av rörelsemängd. Som Bidney uppger: ”Det är sant att logiskt begär eller conatus bara är en tröghetsprincip [...] faktumet kvarstår likväl – det här inte är Spinozas bruk”. Likaledes användes conatus av många filosofer för att beskriva andra begrepp som sakta har blivit föråldrade. Conatus recendendi till exempel blev centrifugalkraften, och gravitation används där conatus a centro tidigare brukats. Idag tillhör de ämnen som conatus behandlade vetenskapen och är sålunda föremål för undersökning genom den vetenskapliga metoden.

### Biologi
Det arkaiska begreppet conatus görs idag förenligt med modern biologi av forskare som Antonio Damasio. Dagens conatus förklaras emellertid uttryckt kemiskt och neurologiskt där den tidigare behandlades av metafysik och teurgi. Det här begreppet kan ”konstrueras för att upprätthålla sammanhanget av en levande organisms strukturer och funktioner mot flertalet livshotande utsikter”. Denna conatus liknar moderna uppfattningar om libidon i den Jungianska bemärkelsen, och den animala föreskriften om självbevarande.

#### Systemteori
Den spinoziska uppfattningen om en conatus var en historisk föregångare till moderna teorier om autopoiesis i biologiska system. I systemteori och vetenskaperna i allmänhet kan begreppet av en conatus stå i samband med emergensfenomenet, varmed komplexa system spontant kan formas från en mångfald av mer enkla strukturer. De självreglerande och självuppehållande egenskaperna i biologiska och till och med sociala system kan sålunda betraktas som moderna versioner av Spinozas conatusprincip; begreppets vidd är dock avgjort smalare idag utan de religiösa inbegripandena av den förutvarande mångfalden.